# Laguna Salvador
A  Laguna Salvador é um lago localizado na Guatemala. Localiza-se no departamento de Izabal, Município de  Livingston.